# ВЕЦ „Алеко“
Вижте пояснителната страница за други значения на Алеко.
ВЕЦ „Алеко“ е водноелектрическа централа от каскадата Баташки водносилов път, разположена близо до село Алеко Константиново, южно от град Пазарджик.

## История
Идейният и техническия проект за целия Баташки водносилов път е разработен в „Енергопроект“ през 1951 – 1955 г. Проектът е разработен от проф. инж. Димо Велев, инж. Кирил Григоров и инж. Гичев и др. Включва язовири, изравнители и три централи – ВЕЦ „Батак“ (подземна), ВЕЦ „Пещера“ (подземна) и ВЕЦ „Алеко“ (наземна). Главен проектант на централата е инж. Александър Алексиев. Първоначалното ѝ име в проектите е било Дебращица, на името на близко разположеното село, но по-късно е преименувана на името на Алеко Константинов, убит наблизо в района на с. Радилово. 
Електроцентралата е въведена в експлоатация през 1959 година.

## Енергийни показатели
ВЕЦ „Алеко“ е третото, най-ниско стъпало на каскадата Баташки водносилов път след ВЕЦ „Батак“ и ВЕЦ „Пещера“. Задвижва се от води от горните стъпала на каскадата и от водохващане на река Стара река при пътя Пещера-Батак. Оттам водите се подават по главния деривационен безнапорен канал с дължина 9932 m и сечение 3,60×3,60 m към горния дневен изравнител, който има стоманобетонна стена и обем 170 хил. m³. По напорен тръбопровод и бруто пад 272 m водното количество от 30 m3/s задвижва три вертикални агрегата с турбини „Францис“. Електропроизводството се осъществява от синхронни генератори с напрежение 10,5 kV с обща мощност 64,8 MW. Достигнато е средно годишно производство от 160,5 =106MWh електроенергия при средна годишна използваемост 2680 h.  Проектното годишно производство е 205 106 MWh енергия. 
Електроенергията постъпва в открита уредба в непосредствена близост до централата, от която започва електропровод 110 kV.
Енергията на централите от Баташкия водносилов път се влива в електрификационната система чрез подстанция Алеко 110/220 kV. Пробното пускане на електропровода 220 kV е от януари 1959 г., а от 8 май 1959 г. е в редовна експлоатация.
Отработените води постъпват в долен дневен изравнител с обем 280 хил. m³ и по канал се насочват за ползване в Пазарджишко-Пловдивското поле с възможност за напояване до 400 000 дка земеделска земя.
Централата е собственост на Националната електрическа компания.